# ARA General Belgrano
ARA General Belgrano var en argentinsk kryssare som var i tjänst mellan 1951 och 1982. Fartyget byggdes 1938 som USS Phoenix (CL-46), klarade den japanska attacken mot Pearl Harbor 1941 och stred i Stillahavskriget innan hon 1951 såldes till Argentina. Efter nästan 31 års argentinsk tjänstgöring sänktes hon under Falklandskriget av den brittiska ubåten HMS Conqueror varvid 323 personer omkom. De omkomna från Belgrano uppgick till mer än hälften av de totala argentinska förlusterna under Falklandskriget. 
Hon är det enda fartyget som sänkts av en atomubåt i krigstid och det andra som sänkts i strid av någon typ av ubåt sedan andra världskriget. Den första var den indiska fregatten Khukri, sänkt av pakistanska Hangor under indisk-pakistanska kriget 1971.
Fartyget var det andra som namngivits efter den argentinska landsfadern Manuel Belgrano (1770–1820). Den första var en pansarkryssare som färdigställdes 1899.

## Historia
Skeppets kölsträcktes i New Jersey i USA den 15 april 1935 och skeppet sjösattes 13 mars 1938 under namnet USS Phoenix (CL-46), den sjätte lätta kryssaren i Brooklyn-klassen. Skeppet undkom den japanska attacken mot Pearl Harbor 1941 och togs ur den amerikanska flottans tjänst 3 juli 1946. Det såldes den 9 april 1951 tillsammans med systerfartyget USS Boise (CL-47) till Argentina för 7,8 miljoner dollar. Skeppet döptes om till 17 de Octubre, efter ett viktigt datum för president Juan Peróns parti. Efter det att Perón störtats i en militärkupp bytte skeppet år 1956 namn till General Belgrano efter general Manuel Belgrano, som kämpade för Argentinas självständighet 1816. I Argentina byggdes fartyget flera gånger om och utrustades bland annat med avfyrningsramper för Sea-Cat- och Exocet-robotar och radaranläggningar från Nederländerna. Flygplanskatapulten avlägsnades och de ombordvarande flygplanen byttes ut mot två helikoptrar. 
Sänkningen av General Belgrano var kontroversiell, då fartyget attackerades utanför den av britterna proklamerade krigszonen och var på väg mot det argentinska fastlandet när det sänktes. Beslutet motiverades bland annat med att ubåten svårligen kunnat förfölja kryssaren över den grunda Burdwoodbanken eftersom ubåten då skulle skapat en synlig ytvåg. Belgrano bedömdes som ett sådant hot att man inte ville riskera att förlora kontakten med skeppet. Framförallt det faktum att Belgrano uppträdde tillsammans med två modernare argentinska jagare beväpnade med Exocet-missiler, vilka således utgjorde ett överhängande hot mot den brittiska flottan, bidrog till beslutet att anfalla. Britterna befarade att de annars hade behövt försvara sig mot angrepp från två riktningar. Att inte bekämpa gruppen ledd av Belgrano hade således varit att ignorera ett överhängande hot mot brittiska fartyg och sjömän. Det bör också tilläggas att Storbritannien tidigare klargjort att alla argentinska krigsfartyg som uppträdde på ett sätt som kunde bedömas som ett hot mot brittiska styrkor betraktades som legitima mål, oavsett om de uppträdde i exklusionszonen eller ej. Detta hade bekräftats av Argentina, som sagt att de såg hela Atlanten som en krigszon. Även kaptenen för General Belgrano, kapten Hector Bonzo, sade i ett uttalande att han inte såg sänkningen som felaktig eller kontroversiell och att om han hade fått chansen att anfalla den brittiska ubåten, eller något annat fartyg så hade han inte tvekat.